# آیستون
آیستون (به انگلیسی: Ayston) یک روستا و محله مدنی در بریتانیا است که در روتلند واقع شده‌است. آیستون ۴۶ نفر جمعیت دارد.